# 서울창경초등학교
서울창경초등학교는 대한민국 서울특별시 도봉구 쌍문동에 있는 공립 초등학교이다. 현재 위치로 이전하기 전에는 지금의 서울대학교 치과병원 자리에 있었다.

## 학교 연혁
- 1937년 4월 1일 경성창경공립심상고등소학교로 개교(종로구 연건동)
- 1941년 4월 1일 창경공립국민학교로 개칭
- 1945년 11월 1일 서울창경공립국민학교(한국인 학교) 재개교
- 1989년 6월 26일 학교 이전 결정
- 1989년 8월 31일 학교 이전(현 위치)
- 1996년 3월 1일 서울창경초등학교로 개칭
- 2010년 10월 10일 한울채 체육관 개관
- 2013년 2월 26일 지진 내진 설비
- 2013년 2월 28일 음악실, 미술실과실, 상담실, 연구실, 휴게실, 회의실, 교과2실, 과학2실 설치
- 2019년 2월 14일 제70회 졸업식(누계 29977명)
- 2019년 3월 1일 제30대 이봉애 교장 부임
- 2020년 2월 12일 제71회 졸업식(누계 30164명)
- 2023년 제 31회 이영관 교장 부임, 학교 체육관 공사 (완료), 학교 부분 공사
- 2027년 4월 1일 개교 90주년

## 학교 상징
- 교화(校花) - 장미 : 아름답고 탐스러우며 독특한 장미꽃처럼 창경의 어린이가 자신의 소질을 계발하며 바른 행동으로 밝게 자라기를 바라는 마음을 상징한다.
- 교목(校木) - 은행나무 : 어디서나 잘 자라고 오래 살며 널리 쓰이는 은행나무처럼 창경의 어린이가 굳세고 알찬 어린이로 자라기를 바라는 마음을 상징한다.
- 캐릭터- 창이와 경이 : 굳세고 알차고 널리 쓰임 받는 어린이로 탐구하며 자라나는 창경어린이(창이), 아름답고 탐스러운 장미를 닮아 깨닫는 기쁨을 느끼는 창경어린이(경이)

## 참고 자료
- 서울창경초등학교 - 한국교육학술정보원 학교알리미